# Atlético Sanlúcar Club de Fútbol
El Atlético Sanlúcar Club de Fútbol es un club andaluz del municipio de Sanlúcar la Mayor  (Sevilla). Sus orígenes se remontan a la práctica del balompié en Sanlúcar desde 1920, con la disputa de partidos de carácter amistoso. 
A principios de los años setenta fue cuando la ciudad contó con fútbol federado, bajo las denominaciones de Club Deportivo Sanlúcar y Sanlúcar Club de Fútbol. En 1975 se produjo la fusión de las dos entidades, continuando en competición con el nombre primitivo de Sanlúcar C.F.
De su pasado destaca la militancia del primer equipo sanluqueño en Tercera División durante las temporadas 1993-1994, en la que estuvo muy cerca de clasificarse para la fase de ascenso a Segunda División "B", y 1994-1995.
Los problemas económicos llevaron al club a su refundación en el año 1997, pasando a denominarse Atlético Sanlúcar Club de Fútbol.

## Uniforme
- Uniforme titular: Camiseta celeste y blanca, pantalón negro y medias negras.

## Equipos en el club
1-Senior
1-Juvenil
1-Cadete
2-Infantiles.4-Alevines
4-Benjamines
3-Prebenjamines.1-Mini.
- Datos: Q5711002